# ジム・ヘンソンのファンタジー・ワールド
ジム・ヘンソンのファンタジー・ワールド（The Jim Henson Hour）とは、1989年にNBCで放送されたテレビ番組。

## 概要
オリジナルではジム・ヘンソン・アワーで放送されていたが、日本ではNHKで『ジム・ヘンソンのファンタジー・ワールド』タイトル通り1回だけ放送されたが、2回のスペシャルで（1992年5月5日の放送）。

## キャスト

### モンスターメーカー
マット
演：キアラン・オブライエン、草尾毅
チャンシー
演：ハリー・ディーン・スタントン、吹：阪脩
ピート
演：ジョージ・コスティガン、吹：玄田哲章

### マペットの秘密
ジム・ヘンソン
演：ジム・ヘンソン、吹：富山敬
カーミット
声：ジム・ヘンソン、吹：富山敬
ゴンゾ
声：デーヴ・ゲルツ、吹：有本欽隆
ジョージョー
声：カミーユ・ボノーラ、吹：野沢雅子
ビーン・バニー
声：スティーヴ・ホイットマイア、吹：中尾隆聖
レオン
声：ケビン・クラッシュ、吹：郷里大輔
ビッキー
声：カレン・プレル、吹：坂本千夏
ディジット
声：デーヴ・ゲルツ、吹：龍田直樹
ウォールドー
声：スティーヴ・ホイットマイア、吹：堀内賢雄
ベアード
声：ジェリー・ネルソン、吹：屋良有作
ロルフ
声：ジム・ヘンソン、吹：江原正士
犬
声：ブライアン・ヘンソン、吹：西川幾雄

## スタッフ
- 音楽 - ドン・ギリス
- 演出 - ピーター・ハリス
- 制作 - ジム・ヘンソン・プロダクション